# Zgromadzenie Federalne (Niemcy)
Zgromadzenie Federalne w Niemczech (niem. Bundesversammlung) – organ konstytucyjny składający się z członków Bundestagu i w równej liczbie z członków wybranych przez przedstawicielstwa krajów związkowych na zasadach wyborów proporcjonalnych, obradujących wspólnie w celu wyboru prezydenta Republiki Federalnej Niemiec (niem. Bundespräsident). Zgromadzenie zwoływane jest nie później niż 30 dni przed upływem kadencji Prezydenta lub w ciągu 30 dni od rezygnacji, jego śmierci lub usunięcia z urzędu. 
Prezydent jest wybierany bez debaty. Procedura wyborów nowego prezydenta obejmuje maksymalnie trzy tajne tury w drodze głosowania pisemnego. Jeżeli zwycięski kandydat nie zostanie wybrany w pierwszych dwóch turach bezwzględną większością głosów, w trzeciej turze do wyboru wystarczy mu względna większość głosów.
Kandydaci są nominowani zwykle przez jedną lub więcej stron politycznych. Kandydat popierany przez partie mające większość w Bundestagu uważany jest za zwycięzcę, ponieważ w pierwszym głosowaniu może osiągnąć wymaganą większość głosów. 
Po głosowaniu przewodniczący Bundestagu pyta wybranego kandydata, czy akceptuje wolę Zgromadzenia Federalnego –  kandydat ma dwa dni na udzielenie odpowiedzi. Przewodniczący Bundestagu zamyka sesję Zgromadzenia Federalnego po uzyskaniu aprobaty wybranego kandydata na wybór Zgromadzenia.